# Uniwersytet Babeșa i Bolyaia
Uniwersytet Babeșa i Bolyaia (rum. Universitatea Babeș-Bolyai, węg. Babeș–Bolyai Tudományegyetem) – rumuńska uczelnia publiczna znajdująca się w Klużu-Napoce.

## Historia
Pierwszą uczelnią w Klużu było kolegium jezuickie, założone 12 maja 1581 przez Stefana Batorego. Pierwszym rektorem kolegium był Jakub Wujek. Działalność seminarium zostało przerwane w 1607, kiedy to jezuici zostali wygnani z Siedmiogrodu.
Działalność szkolnictwa jezuickiego została wznowiona w 1698. Powstała wówczas akademia nazywana Collegium Claudiopolitanum  (lub Academia Claudiopolitana), na której po łacinie i grece nauczano logiki, retoryki, teologii, filozofii, nauk przyrodniczych, matematyki i prawa.
W 1753 cesarzowa Maria Teresa Habsburg podniosła uczelnię do rangi kolegium uniwersyteckiego. W 1773, po kasacie zakonu jezuitów, uczelnia została przejęta przez zakon pijarów. W 1780 w skład uczelni wchodziły cztery wydziały: Wydział Filozofii (z zakładami logiki i metafizyki, fizyki, matematyki, geometrii i historii), Wydział Praw, Wydział Medycyny i Wydział Teologii. W 1784, w ramach reformy szkolnictwa prowadzonej przez cesarza Józefa II, akademię przekształcono w Królewskie Liceum Akademickie (Lyceum Regium Academicum).
Po utworzeniu Austro-Węgier cesarz Franciszek Józef I zadecydował o utworzeniu nowej uczelni węgierskojęzycznej. Węgierski Uniwersytet Królewski w Klużu został utworzony 12 października 1872. W jego skład wchodziły:
- Wydział Prawa i Nauk Politycznych
- Wydział Medycyny
- Wydział Filozofii, Literatury i Historii
- Wydział Matematyki i Nauk Przyrodniczych.

Rektorem uczelni został ekonomista Áron Berde. Wśród wykładowców byli także Lipót Fejér, Alfréd Haar, Frigyes Riesz i Sámuel Brassai. W 1881 cesarz zatwierdził dokumenty nadające uczelni jego imię i uczelnia funkcjonowała jako Uniwersytet Franciszka Józefa.
W 1919, po zakończeniu I wojny światowej, Siedmiogród został przyłączony do Rumunii. 1 października 1919 król Rumunii Ferdynand I podpisał dekret o przekształceniu Królewskiego Węgierskiego Uniwersytetu Franciszka Józefa w uniwersytet rumuński. Węgierska kadra uczelni przeniosła się do Budapesztu, gdzie Uniwersytet Franciszka Józefa działał przez dwa lata, po czym został przeniesiony do Segedynu (gdzie obecnie funkcjonuje jako Uniwersytet Segedyński). Nowa uczelnia składała się z czterech wydziałów: Wydziału Prawa, Wydziału Medycyny, Wydziału Nauk Ścisłych oraz Wydziału Filozofii i Literatury. Pierwszym rektorem został Sextil Pușcariu. W 1927 uczelni nadano imię króla Ferdynanda; jako Uniwersytet Króla Ferdynanda funkcjonowała do 1948.
W 1940, decyzją podjętą przez drugi arbitraż wiedeński, znaczna część Siedmiogrodu została ponownie przyłączona do Węgier. Uniwersytet Króla Ferdynanda podzielono: Wydział Nauk Ścisłych przeniesiono do Timișoary, a pozostałe jednostki do Sybina. Do Klużu ponownie przeniesiono Uniwersytet Segedyński. Zmiany te wycofano po zakończeniu II wojny światowej; w 1945 Uniwersytet Króla Ferdynanda wrócił do Klużu. Równocześnie w tym mieście utworzono węgierskojęzyczny Uniwersytet Bolyaiów (nazwa upamiętniała wówczas dwóch węgierskich matematyków Farkasa Bolyaia i jego syna Jánosa).
W 1948 nazwę Uniwersytetu Króla Ferdynanda zmieniono na Uniwersytet Babeșa, honorując Victora Babeșa. Przeprowadzono restrukturyzację: Wydział Medycyny został wydzielony i przekształcony w niezależną instytucję, Instytut Medyczno-Farmaceutyczny, który w 1992 przekształcono w Uniwersytet Medyczny i Farmaceutyczny Iuliu Hațieganu. Filia Instytutu w Târgu Mureș później stała się Uniwersytetem Medycznym i Farmaceutycznym.
W 1959 rumuński Uniwersytet Babeșa połączono z węgierskim Uniwersytetem Bolyaiów, tworząc jeden Uniwersytet Babeșa i Bolyaia.